# HD 17156 b
HD 17156 b è un esopianeta che si trova a circa 240 anni luce nella costellazione di Cassiopea. Il pianeta orbita attorno ad una subgigante gialla chiamata HD 17156.
HD 17156 b è un gioviano caldo, ed è tre volte più massiccio di Giove. L'orbita del pianeta attorno alla stella è molto eccentrica e ha una durata di circa tre settimane, al periastro la distanza è di 0,0523 UA e all'afelio è di 0,2665 UA. La sua eccentricità è simile a quella di 16 Cygni Bb, questi tipi di pianeti sono chiamati "Giovi eccentrici". 
Il pianeta è stato scoperto il 14 aprile 2007 in sinergia dai telescopi Keck e Subaru, con il metodo della velocità radiale, mentre successivamente, nel 2007, fu osservato un transito sul disco stellare.